# بالابخ کاراپت
بالابخ کاراپت (ارمنی: Բալաբեխ Կարապետ؛ زادهٔ ۱۸۷۸ - درگذشته ۱۹۱۵) یک فدایی و انقلابی اهل ارمنستان بود.

## زندگی‌نامه
وی با نام اصلی کاراپت  در حدود ۱۸۷۸ میلادی در روستای اورتاخ یا Խլաթ به دنیا آمد وی عضو فدراسیون انقلابی ارمنی بود.  وی در ۱۹۱۵ در سن سالگی در بدلیس اعدام شد.

## یادداشت
1. ↑  Ուրտափ